# Ouled Derradj
Ouled Derradj là một đô thị thuộc tỉnh Msila, Algérie. Dân số thời điểm năm 2002 là 22.851 người.